# Alan Ramsay
Pour les articles homonymes, voir Ramsay.
Alan Hollick Ramsay (12 mars 1895 - 19 septembre 1973) est un éducateur australien et un officier supérieur de l'armée australienne. Ayant servi comme officier pendant la Première Guerre mondiale, il commande les 5e et 11e divisions lors des opérations en Nouvelle-Bretagne et à Bougainville pendant la Seconde Guerre mondiale.